# Iwan Brave
Iwan Brave (Paramaribo, 7 juli 1963) is een Surinaams journalist. Hij heeft voor Nederlandse en Surinaamse media geschreven en is presentator bij ABC Actueel. Hij speelde een bijrol in de thriller Paramaribo Papers (2002).

## Biografie
Iwan Brave werd geboren in Suriname en verhuisde op zijn zesde naar Nederland. Hij volgde van 1986 tot 1988 een studie rechten aan de Universiteit van Amsterdam, maar onderbrak deze. Hij werkte vanaf zijn 23e freelance voor Het Parool en keerde in 1996 terug naar zijn geboorteland. Hij schreef columns voor de Volkskrant, waarvan in 1998 een bundel verscheen met de titel Enkele reis Paramaribo. Ook schreef hij geregeld voor De Groene Amsterdammer en samen met Henry Does columns voor AD Haagsche Courant. Daarnaast scheef hij over politiek en economie voor De Ware Tijd. In 2002 acteerde hij twee minuten in de opening van de thriller Paramaribo Papers in de rol van Kevin Poelgeest.
In 2007 keerde hij tijdelijk terug naar Nederland om van een verslaving af te komen. Hierover hield hij een weblog bij. Daarna was hij (hoofd)redacteur voor De Ware Tijd (2010-2023), schreef voor Parbode (2011-2013) en is hij freelancer (2018-2021, 2023-heden). Ook is hij correspondent bij Trouw (2019-heden) en presentator van het actualiteitenprogramma van Radio ABC. In 2024 heeft Iwan Brave na twintig jaar de rol van hoofdredacteur en eindredacteur overgenomen van Hennah Draaibaar.